# İbrahim Çallı
İbrahim Çalli, né le 13 juillet 1882 à Çal dans le vilayet d'Aydın (Empire ottoman) et mort le 22 mai 1960 à Istanbul (Turquie), est un peintre turc, influent dans le mouvement impressionniste turc et au sein du groupe d’artistes de la « Génération 1914 ». 

## Biographie

### Enfance
L’enfance d’İbrahim Çalli se déroula à Çal avant qu’il aille étudier la peinture à Istanbul. L’un de ses professeurs a notamment été le peintre Ruben Efendi. À l’époque, Çalli souhaitait s’enrôler dans l’armée. À la place, il intégra l'Université des beaux-arts Mimar-Sinan en 1906 où il étudia pendant trois ans.

### Études artistiques entre la Turquie et la France
Après ses études, Çalli présenta deux œuvres (Çıplak Adam et Harekat Ordusu'nun Muhafız Alayı'ndan Maksut Çavuş) dans une compétition du Ministère de l’Éducation turc. Ses œuvres ayant gagné le concours, il reçut une bourse pour continuer ses études d’art à Paris. Il fut accompagné par un autre artiste marquant au sein de l’impressionnisme turc, Hikmet Onat. Pendant quatre ans, de 1910 à 1914, il fut le disciple de l’artiste Fernand Cormon dans son atelier à Paris.  

### Carrière
Avec le début de la Première Guerre mondiale en 1914, Çalli rentre en Turquie et devient l’assistant du peintre Salvatore Valeri à l’Académie des Beaux-Arts. En 1917, il intégra un groupe d’artistes installés dans un studio à Şişli, Istanbul qui était chargé de peindre des tableaux commissionnés par le ministre de la guerre Enver Pasha. Parmi ses collègues, on peut nommer les peintres Hikmet Onat et Namık İsmail (en). Çalli enseigna également la peinture à la Mimar Sinan Université des Beaux-Arts jusqu’à sa retraite en 1947. 

### La Génération 1914
İbrahim Çalli était membre de l’Association des peintres ottomans. Avec Ibrahim Hikmet Onat, Namık Ismail, Avni Lifij et Feyhamam Duran ces artistes formèrent « La Génération 1914 » ayant tous reçu une éducation artistique en France ou en Europe dans les années 1910. Leur ambition était d’adapter l’impressionnisme à la culture turque. Loin d’être un mouvement isolé, la « Génération 1914 » fut une influence primordiale dans la vie artistique turque, car ces peintres devinrent les membres du corps enseignant de l’Académie des Beaux-Arts en Turquie. Ils éduquèrent leurs cadets de la période républicaine sous Mustafa Kemal Atatürk.

## Style et influences: l’impressionnisme turc
Pour Çalli les quatre ans à Paris, capitale des arts incontournable à l’époque, furent déterminants. Aux côtés de Fernand Cormon, peintre dédié à des tableaux orientalistes et des représentations de batailles, Çalli produisit des tableaux en lien avec les révolutions Atatürk et les guerres d’indépendance. 
Cependant, l’influence la plus marquante dans l’œuvre globale d’İbrahim Çalli a été l’impressionnisme français. En effet, les thèmes privilégiés par le peintre sont légers et gais, représentant souvent des cours d’eau, une nature luxuriante, la sérénité ou encore des natures mortes. Malgré l’influence française, l’artiste représente la culture et les paysages turcs dans ses tableaux : la forteresse Rumeli d’Istanbul, le détroit du Bosphore tôt le matin, un pique-nique à Büyükada. De plus, la technique artistique employée par Çallı est rapide et souple, ses peintures sont marquées par l’imprécision et les couleurs chaudes. Le peintre est fidèle à l’un des principes clés de l’impressionnisme : il se fie à sa subjectivité et à sa propre perception du monde contrairement à l’art dit « académique ». 

## Postérité
İbrahim Çalli fut l’enseignant de peintres turcs célèbres notamment Şeref Akdik, Mahmut Cûda et Zeki Kocamemi qui formèrent le mouvement des « Indépendants », grande influence de la peinture turque moderne et proche de l’expressionnisme.  
La collection de l’artiste est aujourd’hui conservée à Istanbul au Musée de la peinture et de la sculpture de l'Université des beaux-arts Mimar-Sinan. Un monument à sa mémoire a été érigé à Ankara près de l'entrée du Musée national d'art et de sculpture (en).